# Chemický ústav ČSAV
Chemický ústav ČSAV vznikl jako Ústřední ústav chemický  (1950-1952) jako jeden ze 7 vědeckých ústavů základního výzkumu, které byly  podřízeny tzv. Ústředí vědeckého výzkumu  a později po založení ČSAV byl přejmenován na Chemický ústav ČSAV (1955-1960). Od 1. ledna 1960 se Chemický ústav rozdělil na Ústav organické chemie a biochemie ČSAV a na Ústav teoretických základů chemické techniky ČSAV. Sídlil v ulici Na cvičišti 2, Praha 6 (dnes Flemingovo nám). 
Vzniku ústavu předcházelo založení Ústavu technologie lučebnin organických a výbušných na VŠCHT, přejmenovaného později na  Ústav technologie látek organických a ještě později na Ústav organické technologie, který byl základnou pro vznik ústavu. 
V ústavu byly při vzniku tyto laboratoře: přirozených látek; organické syntézy; technologie; fyzikální chemie, biochemie,vysokomolekulárních látek a farmakologická. Z posledních dvou se staly  později samostatné ústavy ČSAV. Prvním a na dlouhá léta jediným ředitelem se stal František Šorm, na jehož působení existují rozdílné názory. Zasloužil se jak o vznik a vybudování ústavu tak i o pakované prověrky a vyhazování nepohodlných lidí z ústavu v letech 1955-1961.[zdroj?]